# Maatschappij van Welstand
De Maatschappij tot bevordering van Welstand, voornamelijk onder landlieden, later afgekort tot Maatschappij van Welstand, is een Nederlandse vereniging, die in 1822 werd opgericht door de Hilvarenbeekse dominee Jacob van Heusden.
Doel van de vereniging was het aankopen van onroerend goed om daarmee protestantse gezinnen tegen een geringe pacht een zeker bestaan te bieden. Maatschappij van Welstand was actief in de provincies Noord-Brabant en het zuidelijk deel van Gelderland en zorgde er in deze rooms-katholieke streken voor dat het aantal protestanten op peil bleef en deze een goed leven hadden. Zo werden er talrijke gezinnen uit Groningen aangetrokken en op de aangekochte boerderijen in het zuiden van Nederland geplaatst. Een voorbeeld daarvan is de familie Huizing uit Wildervank, die op een boerderij in Vlierden werd geplaatst. De familie werd verplaatst toen deze boerderij met het naastgelegen pand in het gehucht Achterste Beersdonk in 1881 werd verkocht omdat de twee boerderijen van het complex te ver van allerlei voorzieningen verwijderd waren.
Ter gelegenheid van het 150-jarig en 175-jarig bestaan verschenen in 1972 en 1997 boeken over het werk van  Maatschappij van Welstand. Deze boeken maken eens te meer duidelijk, dat de leden van de protestantse minderheid in Noord-Brabant op talrijke manieren aan elkaar verwant waren. Er werd veelvuldig binnen de Maatschappij van Welstand-pachters getrouwd. De vereniging heeft in niet-geringe mate bijgedragen aan de samenstelling van het protestantse smaldeel van de Noord-Brabantse bevolking.
Het archief van Maatschappij van Welstand is zeer rijk. De verslagen van de jaarlijkse inspecties van de boerderijen en hun pachters levert een rijk beeld op van het leven van deze pachters in de negentiende en twintigste eeuw.
De vereniging Maatschappij van Welstand bestaat nog steeds, alhoewel veel van zijn negentiende-eeuwse bezittingen inmiddels zijn afgebroken. Toch bezit de Maatschappij nog steeds onroerend goed, onder meer in Nuenen, het landgoed Cleefswit bij Elsendorp en het landgoed Ten Vorsel bij Bladel.

## Bekende functionarissen van de maatschappij van welstand

### Voorzitters
- Jacob van Heusden
- Johannes Bosscha sr.
- Theodoor Cornelis Reinier Huydecoper
- Willem van der Vlugt
- Johan Willem Quarles van Ufford
- Pieter Beelaerts van Blokland

### Mede-voorzitters / voorzitters van de permanente commissie
- Andreas Reigersman

### Boekhouders
- Vincent van Gogh

### Mede-oprichters
- Hendrik Palier

## Trivia
- Een brief uit 1828 afkomstig uit het archief van de Maatschappij van Welstand bleek voor genealoog Willem de Vries, die tevens het gedenkboek schreef voor het 150-jarige bestaan van de Maatschappij van Welstand, de aanleiding voor een onderzoek naar de identiteit van Geuze Els, en wist deze te achterhalen.
- Niet benut projectgeld (krantenartikel).[1]